# Vasad
Vasad là một thị trấn thuộc hạt Pest, Hungary. Thị trấn này có diện tích 33,41 km², dân số năm 2010 là 1822 người, mật độ 55 người/km².